# Rysslands Grand Prix 2020
Rysslands Grand Prix 2020, officiellt Formula 1 VTB Russian Grand Prix 2020, var ett Formel 1-lopp som kördes den 27 september 2020 på Sotji Autodrom i Ryssland. Loppet var det tionde loppet ingående i Formel 1-säsongen 2020 och kördes över 53 varv. Loppet var det nionde Grand Prix-loppet som arrangerats i Ryssland, varav den sjunde vid Sotji Autodrom.

## Träning
Första träningen slutade med Valtteri Bottas för Mercedes som körde snabbaste varvet följt av Daniel Ricciardo för Renault och sedan Max Verstappen för Red Bull. Under träningen körde McLaren-föraren Carlos Sainz, Jr. in i en vägg vilket orsakade skador på bakre vingen. Nicholas Latifi för Williams snurrade i den tionde svängen vilket orsakade stora skador på chassit och triggar en röd flagga.
Andra träningen slutar med Bottas snabbare än sin lagkamrat, Lewis Hamilton, och Daniel Ricciardo på en tredjeplats.
Tredje träningen slutar med Lewis Hamilton som snabbaste förare följt av sin lagkamrat Valtteri Bottas och sedan Carlos Sainz, Jr. från McLaren.

## Kvalet
Sebastian Vettel kraschade i Q2 vilket orsakade en röd flagga. Kvalet stoppas under en kort stund och Lewis Hamilton klarar sig precis att starta sitt sista flygande varv för att kvala vidare till Q3.
Segraren av kvalet som får pole position var Lewis Hamilton följt av Max Verstappen och Valtteri Bottas.

## Resultat

### Kval
| KR. | Nr | Förare             | Konstruktör          | Q1       | Q2       | Q3       | Grid |
| --- | -- | ------------------ | -------------------- | -------- | -------- | -------- | ---- |
| 1   | 44 | Lewis Hamilton     | Mercedes             | 1:32,983 | 1:32,835 | 1:31,304 | 1    |
| 2   | 33 | Max Verstappen     | Red Bull Racing      | 1:33,630 | 1:33,157 | 1:31,867 | 2    |
| 3   | 77 | Valtteri Bottas    | Mercedes             | 1:32,656 | 1:32,405 | 1:31,956 | 3    |
| 4   | 11 | Sergio Pérez       | Racing Point         | 1:33,704 | 1:33,038 | 1:32,317 | 4    |
| 5   | 3  | Daniel Ricciardo   | Renault F1           | 1:33,650 | 1:32,218 | 1:32,364 | 5    |
| 18  | 55 | Carlos Sainz, Jr.  | McLaren              | 1:33,967 | 1:32,757 | 1:32,550 | 6    |
| 7   | 31 | Esteban Ocon       | Renault F1           | 1:33,557 | 1:33,196 | 1:32,624 | 7    |
| 8   | 4  | Lando Norris       | McLaren              | 1:33,804 | 1:33,081 | 1:32,847 | 8    |
| 9   | 10 | Pierre Gasly       | Scuderia Alpha Tauri | 1:33,734 | 1:33,139 | 1:33,000 | 9    |
| 10  | 23 | Alexander Albon    | Red Bull Racing      | 1:33,919 | 1:33,153 | 1:33,008 | 151  |
| 11  | 16 | Charles Leclerc    | Scuderia Ferrari     | 1:34,071 | 1:33,239 | 0        | 10   |
| 12  | 26 | Daniil Kvyat       | Scuderia Alpha Tauri | 1:33,511 | 1:33,249 | 0        | 11   |
| 13  | 18 | Lance Stroll       | Racing Point         | 1:33,852 | 1:33,364 | 0        | 12   |
| 14  | 63 | George Russell     | Williams F1          | 1:34,020 | 1:33,583 | 0        | 13   |
| 15  | 5  | Sebastian Vettel   | Scuderia Ferrari     | 1:34,134 | 1:33,609 | 0        | 14   |
| 16  | 8  | Romain Grosjean    | Haas F1 Team         | 1:34,592 | 0        | 0        | 16   |
| 17  | 99 | Antonio Giovinazzi | Alfa Romeo F1        | 1:34,594 | 0        | 0        | 17   |
| 18  | 20 | Kevin Magnussen    | Haas F1 Team         | 1:34,681 | 0        | 0        | 18   |
| 19  | 6  | Nicholas Latifi    | Williams F1          | 1:35,066 | 0        | 0        | 201  |
| 20  | 7  | Kimi Räikkönen     | Alfa Romeo F1        | 1:35,267 | 0        | 0        | 19   |

| Vidare från första kvalrundan ▬▬ Vidare från andra kvalrundan ▬▬ |

107 %-gränsen: 1:39,141
Källor: 
- ^1  – Red Bull föraren Alexander Albon och Williams föraren Nicholas Latifi degraderas fem placeringar inför loppet efter byte av växellåda.[6]

### Lopp
| Pos. | Nr | Förare             | Konstruktör          | Varv | Tid         | Grid | P   |
| ---- | -- | ------------------ | -------------------- | ---- | ----------- | ---- | --- |
| 1    | 77 | Valtteri Bottas    | Mercedes             | 53   | 1:34:00,364 | 3    | 261 |
| 2    | 33 | Max Verstappen     | Red Bull Racing      | 53   | +7,729      | 2    | 18  |
| 3    | 44 | Lewis Hamilton     | Mercedes             | 53   | +22,729     | 1    | 15  |
| 4    | 11 | Sergio Pérez       | Racing Point         | 53   | +30,558     | 4    | 12  |
| 5    | 3  | Daniel Ricciardo   | Renault F1           | 53   | +52,065     | 5    | 10  |
| 6    | 16 | Charles Leclerc    | Scuderia Ferrari     | 53   | +1:02,186   | 10   | 8   |
| 7    | 31 | Esteban Ocon       | Renault F1           | 53   | +1:08,006   | 7    | 6   |
| 8    | 26 | Daniil Kvyat       | Scuderia Alpha Tauri | 53   | +1:08,740   | 11   | 4   |
| 9    | 10 | Pierre Gasly       | Scuderia Alpha Tauri | 53   | +1:29,766   | 9    | 2   |
| 10   | 23 | Alexander Albon    | Red Bull Racing      | 53   | +1:37,860   | 15   | 1   |
| 11   | 99 | Antonio Giovinazzi | Alfa Romeo F1        | 52   | +1 varv     | 17   | 0   |
| 12   | 20 | Kevin Magnussen    | Haas F1 Team         | 52   | +1 varv     | 18   | 0   |
| 13   | 5  | Sebastian Vettel   | Scuderia Ferrari     | 52   | +1 varv     | 14   | 0   |
| 14   | 7  | Kimi Räikkönen     | Alfa Romeo F1        | 52   | +1 varv     | 19   | 0   |
| 15   | 4  | Lando Norris       | McLaren              | 52   | +1 varv     | 8    | 0   |
| 16   | 6  | Nicholas Latifi    | Williams F1          | 52   | +1 varv     | 20   | 0   |
| 17   | 8  | Romain Grosjean    | Haas F1 Team         | 52   | +1 varv     | 16   | 0   |
| 18   | 63 | George Russell     | Williams F1          | 52   | +1 varv     | 13   | 0   |
| RET  | 55 | Carlos Sainz, Jr.  | McLaren              | 0    | Kollision   | 6    | 0   |
| RET  | 18 | Lance Stroll       | Racing Point         | 0    | Kollision   | 12   | 0   |

| Förare och stall som tog poäng ▬▬ |

- ^1  – Inkluderar en extra poäng för snabbaste varv.